# 刘弼 (宋朝)
劉弼（?—?），龙溪县人，宋朝政治人物。
治平四年（1067年）许安世榜進士，赠朝奉郎。其生平失考。《全宋诗》卷3772錄其詩。